# Sorex tenellus
Sorex tenellus е вид бозайник от семейство Земеровкови (Soricidae).

## Разпространение
Видът е разпространен в САЩ (Калифорния и Невада).